# Palmas Futebol e Regatas
O Palmas Futebol e Regatas é uma agremiação poliesportiva brasileira, sediada da cidade de Palmas, no estado do Tocantins. O clube da capital tocantinense encontra-se licenciado de suas atividades no futebol profissional, em meio ao acidente aéreo ocorrido em 2021, quando 5 profissionais do elenco faleceram, sendo 4 atletas e o presidente do clube da época e desde 2023 quando oficializou a desistência em disputar o campeonato estadual daquela temporada às vésperas de seu início, a previsão de volta é neste mesmo ano de 2025, porém sem dia e mês informado.
Fundado em 1997, é um dos clubes mais bem-sucedidos no futebol local, tendo conquistado oito vezes o Campeonato Tocantinense, além de ostentar a melhor campanha de um time do estado na Copa do Brasil quando alcançou a fase de quartas-de-final na temporada 2004.

## História

### 1997-1999: Primórdios
O Palmas foi fundado em 31 de janeiro de 1997, oriundo empréstimo da documentação da Sociedade Esportiva Canela, equipe amadora do distrito de Canela fundada em 8 de agosto de 1991, que já estava regularizado junto a Federação Tocantinense de Futebol. 
O Palmas foi a primeira equipe de futebol profissional a surgir na capital do Tocantins. Sua primeira partida oficial ocorreu em 30 de março de 1997, na primeira rodada do Campeonato Tocantinense, quando foi derrotado pelo Interporto por 2x1. O primeiro gol da história do Palmas foi marcado pelo atacante Belziram. O clube terminou o campeonato na quinta colocação, eliminado ainda na primeira fase. Porém, na Copa Tocantins, disputada no segundo semestre do mesmo ano, o Palmas chegou até as semifinais, sendo eliminado nos pênaltis pelo Alvorada. Os dois clubes se reencontraram na final do estadual do ano seguinte, porém o Palmas saiu novamente derrotado no confronto através das penalidades, sendo vice-campeão após dois empates sem gols.

### 2000-2009: Era vitoriosa
O primeiro título do Campeonato Tocantinense foi conquistado no ano de 2000. Com uma campanha invicta de cinco vitórias em cinco partidas, o Palmas foi o primeiro colocado da primeira fase. Na semifinal, desbancou o Gurupi, empatando o primeiro jogo em 1x1 e vencendo o segundo por 3 a 0. Na primeira partida da decisão, em 18 de junho de 2000, em Porto Nacional, o Palmas foi derrotado pelo Interporto por 3x1. No segundo jogo, dia 22 de junho, no campo da 407 norte (Arno 43), em Palmas, o tricolor reverteu a situação e derrotou o adversário por 2x0. Três dias depois, as duas equipes voltaram a se encontrar na Capital, para a realização de um jogo extra. O Palmas novamente venceu por 2 a 0, gols de Matera e Eudes, e sagrou-se campeão estadual pela primeira vez.
No ano seguinte, o Palmas chegou ao bicampeonato, mais uma vez encerrando a primeira fase de forma invicta. Nas quartas de final, duas goleadas para cima do Clube dos XXX (4x0 e 7x0). Novamente o Gurupi foi o adversário na semifinal, com empate em um gol na primeira partida e vitória do Palmas por 3x1 na segunda. O adversário da final foi o Tocantinópolis e o título só foi obtido através das cobranças de pênaltis, após dois empates em 1x1. Na última partida do campeonato, realizada em 30 de junho no Estádio Lauro Assunção, em Tocantinópolis, o Tocantinópolis saiu na frente com Gélo, mas Eudes empatou para o Palmas. Nas penalidades, brilhou a estrela do goleiro Rodrigo Ramos, que defendeu duas cobranças e garantiu o segundo título estadual do clube.
Em 2002, Palmas e Tocantinópolis voltaram a se enfrentar na final, mas, desta vez, o Palmas foi o vice-campeão. No ano seguinte, o clube consolidou sua hegemonia no futebol tocantinense, com a conquista do terceiro título do Campeonato Tocantinense. Como nas vezes anteriores em que foi campeão, finalizou uma primeira fase na liderança e de forma invicta. Eliminando Intercap e Miracema nas fases seguintes, o Palmas enfrentou o Gurupi na final. Em Gurupi, vitória tricolor por 2x1. Na Capital, o Palmas também venceu, desta vez pelo placar de 3x1, gols de Jannair (contra), Bugrão e Valdo, descontando Joãozinho para o Gurupi, em cobrança de pênalti. Com o terceiro título, o Palmas tornou-se o clube com mais conquistas estaduais desde então.
A quarta conquista viria em um ano que entrou para a história do clube. Em 2004, o Palmas conquistu o título estadual ao vencer o Araguaína por 2x0, com gols de Valdo e Arismar, no Estádio Nilton Santos, em 20 de junho. No dia 1º de julho de 2007, com um gol aos 31 minutos do segundo tempo, assinalado pelo meia Valdo, o Palmas empatou com o Araguaína por 1 a 1, no Estádio Gauchão, em Araguaína, e faturou o quinto título do Campeonato Tocantinense de sua história. Em 2009, contra o mesmo adversário, foi vice-campeão. 

### 2010-2017: Período conturbado
O ano de 2010 foi o pior da história do Palmas, quando foi rebaixado para a Segunda Divisão do Tocantinense. Naquele ano, oito clubes disputaram o Campeonato Tocantinense de Futebol, o Palmas venceu apenas um jogo e foi eliminado na primeira fase depois de disputar apenas sete jogos, terminando o torneio em último lugar, e, consequentemente sendo rebaixado pela primeira vez na sua história.
No mesmo ano, o Palmas retornou à elite do futebol tocantinense, ao ser finalista da Segunda Divisão. Porém, perdeu o título para o Guaraí. Em 2011, no campeonato, não buscou o título, se resumindo a uma campanha mediana.
Em 2012, escapou do seu segundo rebaixamento, mesmo terminando o campeonato em último lugar com apenas 4 pontos. O clube permaneceu na primeira divisão graças à não disputa da segunda divisão.
No ano de 2017 a equipe voltou a ser rebaixada devido a utilização de um time muito jovem com um elenco sub-19, no mesmo ano a equipe voltou a elite do futebol tocantinense mas perdendo o titulo da segunda divisão estadual para o Araguaína.

### 2018-2020: De volta às conquistas
Depois de 11 anos aguardando por uma nova conquista do título tocantinense, o Palmas chegou novamente ao lugar mais alto do estadual em 2018. Com uma campanha regular na primeira fase, vencendo as duas partidas diante do Tocantinópolis na semifinal, e empatando e vencendo o Gurupi nos jogos da final, o tricolor alcançou o seu sexto título tocantinense no dia 20 de junho de 2018. Na premiação, o Palmas levou ainda o título de melhor treinador com Souza, vice-artilharia com Diniz e melhor goleiro com Paulo Henrique.
Em 2020, a equipe tricolor se classificou para a Série D, por ter conquistado o Campeonato Tocantinense do ano anterior, o grupo continha 8 equipes, entre elas o Atlético de Alagoinhas, Bahia de Feira, Brasiliense, Caldense, Gama, Tupynambás e o Villa Nova em 14 jogos (ida e volta) a equipe não consegui somar nenhum ponto, com isso sendo eliminada de maneira precoce do campeonato, ficaram marcadas também algumas goleadas como 6 a 1 e 5 a 0 contra o Gama e 5 a 0 contra o Brasiliense, a equipe junto com o Jacyoba protagonizaram as piores campanhas da Série D e das 4 divisões do futebol Brasileiro.

### 2021-presente: Acidente aéreo e licenciamento
Em 24 de janeiro de 2021, uma parte da delegação do Palmas foi vítima de um acidente aéreo fatal em Porto Nacional, às vésperas de uma partida contra o Vila Nova pela Copa Verde de 2020 em Goiânia. Estavam no voo privado o presidente do clube Lucas Meira, os atletas Lucas Praxedes, Guilherme Noé, Ranule e Marcus Molinari, além do piloto. De acordo com o relatório da Centro de Investigação e Prevenção de Acidentes Aeronáuticos, o excesso de peso pode ter causado o acidente que matou seis ocupantes da aeronave. O avião não teria conseguido pegar altitude e caiu a 150 metros da cabeceira da pista, sendo que os tanques de combustíveis localizados nas asas teriam colidido de forma simultânea no solo, o que provocou as chamas que consumiram toda a estrutura. Poucos dias após a tragédia, o Palmas foi derrotado para o Vila Nova e eliminado da competição regional.
Após o acidente, o Palmas conquistou o título tocantinense de 2020 (a competição foi concluída em 2021), foi semifinalista na temporada seguinte, e terminou na sexta colocação geral a edição de 2022. Em janeiro de 2023, o clube anunciou sua desistência de disputar o Tocantinense daquela temporada "por questões alheias às desportivas. O clube teve que pagar uma multa de 20 mil reais, além de ser proibido de jogar competições até 2025, licenciando-se do futebol profissional.

## Títulos
| ESTADUAIS | ESTADUAIS               | ESTADUAIS | ESTADUAIS                                       |
|           | Competição              | Títulos   | Temporadas                                      |
| --------- | ----------------------- | --------- | ----------------------------------------------- |
|           | Campeonato Tocantinense | 8         | 2000, 2001, 2003, 2004, 2007, 2018, 2019 e 2020 |

### Categorias de base
- Campeonato Tocantinense de Juniores: 5 (2001, 2002, 2014, 2019, 2022)
- Campeonato Tocantinense Sub-14: 1 (2019)

## Estatísticas

### Participações
| Competição | Competição              | Temporadas | Melhor campanha                  | Estreia | Última | P | R |
| Tocantins  | Campeonato Tocantinense | 26         | Campeão (8 vezes)                | 1997    | 2023   | — | 4 |
| Tocantins  | Segunda Divisão         | 4          | Vice-campeão (2010, 2012 e 2017) | 2010    | 2017   | 3 | — |
|            | Copa Verde              | 2          | Oitavas de final (2020)          | 2020    | 2021   | — | — |
| Brasil     | Série C                 | 5          | 7º colocado (2003)               | 1997    | 2008   | – | – |
| Brasil     | Série D                 | 5          | 13º colocado (2015)              | 2015    | 2021   | – | — |
| Brasil     | Copa do Brasil          | 8          | Quartas de final (2004)          | 2001    | 2021   | — | — |

### Desempenho em competições oficiais
Campeonato Brasileiro - Série C
| Ano  | 1997 | 1998 | 2003 | 2004 | 2008 |
| Pos. | 34º  | 62º  | 7º   | 13º  | 50º  |
| ---- | ---- | ---- | ---- | ---- | ---- |

Campeonato Brasileiro - Série D
| Ano  | 2015 | 2016 | 2019 | 2020 |
| Pos. | 13º  | 28º  | 46º  | 64°  |
| ---- | ---- | ---- | ---- | ---- |

Copa do Brasil
| Ano  | 2001 | 2002 | 2004 | 2005 | 2008 | 2019 | 2020 |
| Pos. | 45º  | 62º  | 7º   | 59º  | 64º  | 74º  | 84º  |
| ---- | ---- | ---- | ---- | ---- | ---- | ---- | ---- |

Copa Centro-Oeste
| Ano  | 2001 | 2002 |
| Pos. | 5º   | 7º   |
| ---- | ---- | ---- |

Campeonato Tocantinense
| Ano  | 2020 | 2021 | 2022 | 2023 | 2024 |  |
| Pos. | 1º   | 4º   | 6º   | —    | —    |  |

Campeonato Tocantinense - (2ª Divisão)
| Ano  | 2010 | 2011 | 2012 | 2013 | 2014 | 2015 | 2016 | 2017 |
| Pos. | 2º   | —    | 2º   | —    | —    | —    | 3º   | 2º   |
| ---- | ---- | ---- | ---- | ---- | ---- | ---- | ---- | ---- |

Legenda:
| Campeão Vice-campeão Rebaixado à divisão inferior |